# Jean Arthur
Jean Arthur (Gladys Georgianna Greene: Plattsburgh, Nueva York, 17 de octubre de 1900-Los Ángeles, California, 19 de junio de 1991) fue una actriz estadounidense; en la comedia, una de las preferidas por el público.
Debutó en el cine mudo con la película Cameo Kirby (1923), de John Ford, y luego protagonizó algunas películas más. Con la llegada del sonoro, su peculiar voz nasal la convirtió en una estrella. En 1935, trabajó junto a Edward G. Robinson en la película Pasaporte a la fama (en los Estados Unidos, The Whole Town's Talking; en el Reino Unido, Passport to Fame), también de John Ford, con la que empezó a hacerse popular.
En 1936, Jean Arthur tuvo como compañero a Gary Cooper en la película El secreto de vivir (Mr. Deeds Goes to Town), dirigida por Frank Capra. En 1939 fue la protagonista de otra película de Capra, Caballero sin espada (Mr. Smith Goes to Washington), que sirvió para consolidar su carrera.
En 1943 fue nominada al Óscar en la categoría de mejor actriz por su papel en El amor llamó dos veces (The More the Merrier), de George Stevens. Fue una de las elegidas para la prueba del papel de Scarlett O'Hara en la película Lo que el viento se llevó.

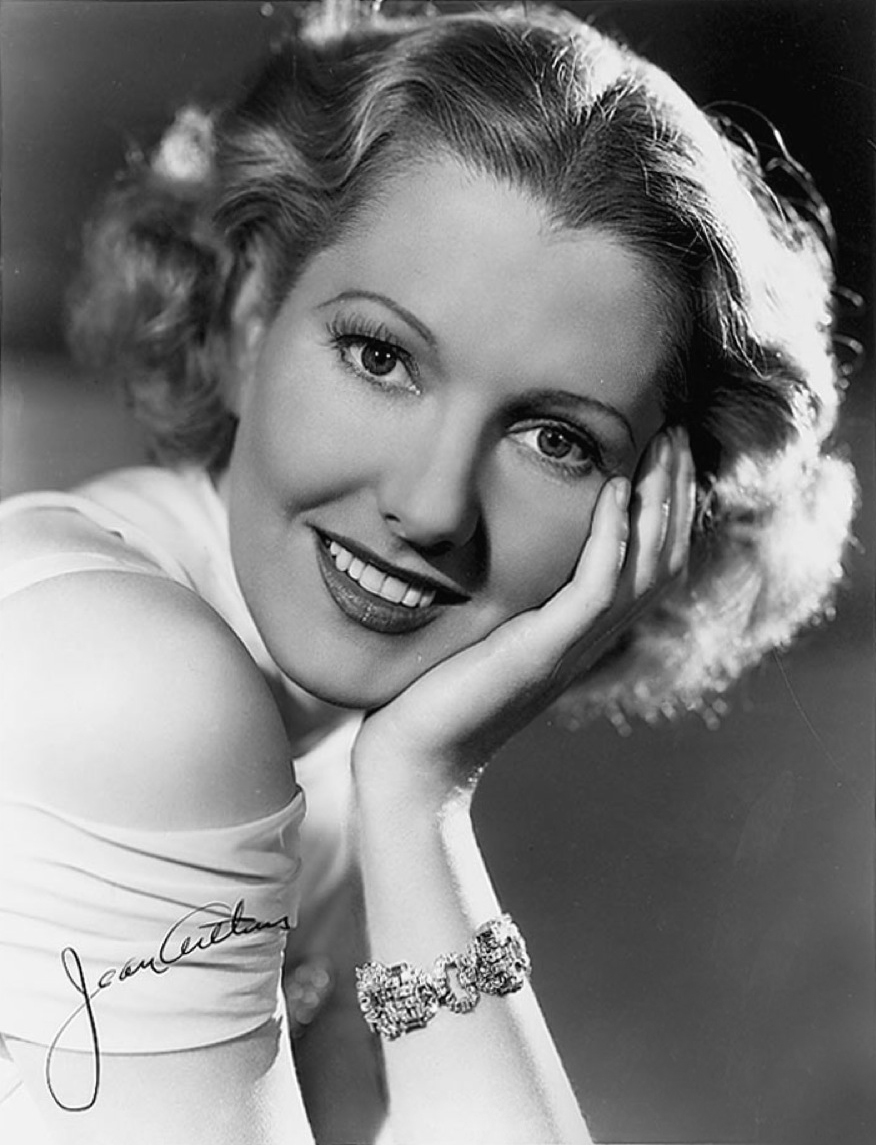
Foto publicitaria tomada hacia mediados de los años 30. El autógrafo es del 17 de febrero de 1937.

Su carrera empezó a decaer a mediados de los años 40 y se retiró de la escena. En 1948 protagonizó A Foreign Affair, y finalmente su último papel fue en una película considerada ya clásica dentro del género del western Raíces profundas (Shane) (1953).
Tras retirarse se dedicó a la enseñanza de la interpretación en el Vassar College. Retornó brevemente a la interpretación en la década de los años 60 al interpretar una comedia televisiva.
Jean Arthur, la actriz de voz quebrada que protagonizó algunas de las comedias de mayor éxito en las décadas de los años treinta y cuarenta, murió en una residencia de ancianos en Carmel, California, al fallarle el corazón. Tenía 90 años y desde hacía 35 años vivía retirada, cuidando su jardín. A petición expresa suya no hubo ceremonia funeraria. Fue cremada y sus cenizas fueron esparcidas en la costa de Punta Lobos, California.

## Vida personal
Jean Arthur contrajo matrimonio en dos ocasiones, con el fotógrafo Julián Aster Ancker en 1928 (anulado) y con el actor Frank Ross entre 1932 y 1949. No tuvo descendencia.

## Filmografía parcial
- El secreto de vivir (1936)
- Buffalo Bill (1936)
- History is made at night (Cena de medianoche, 1937)
- You Can't Take It With You (1938)
- Mr. Smith Goes to Washington (1939)
- Sólo los ángeles tienen alas (1939)
- Arizona (1940)
- El amor llamó dos veces (1943, nominada al Oscar)
- A Foreign Affair (1948)
- Shane (1953)

## Premios y distinciones
Premios Óscar
| Año  | Categoría    | Película                | Resultado |
| ---- | ------------ | ----------------------- | --------- |
| 1944 | Mejor actriz | El amor llamó dos veces | Nominada  |